# Sikorskij S-XVI
Sikorskij S-XVI byl ruský jednosedadlový stíhací dvojplošník dřevěné konstrukce s plátěným potahem užívaný v 1. světové válce. Prototyp byl postaven v lednu 1915 v Rusko-Baltické vagónce v Petrohradě (RBVZ). Jednalo se o první ruský letoun a jeden z prvních letounů na světě, který měl synchronizační zařízení pro střelbu kulometem okruhem vrtule vyvinutým ing. Lavrovem. První S-XVI poháněl rotační hvězdicový sedmiválec Kalep o výkonu 58,8 kW (80 hP). Letouny měly mít motor o výkonu 100 hP, ale kvůli nedostatku leteckých motorů musely být do některých z nich instalovány motory o výkonu 80 hP. Kvůli této skutečnosti dosahovaly tyto exempláře letounu nižších výkonů, i když jejich manévrovací schopnosti byly dobré. S-XVI byly ve výzbroji např. u 7. stíhacího oddílu v němž bojovali úspěšní ruští letci J. N. Kruten a I. A. Orlov.

## Specifikace

### Technické údaje
- Osádka: 2
- Délka: 6,20 m
- Rozpětí: 8,40 m
- Výška: 2,78 m
- Plocha křídel: 25,36 m²
- Vlastní hmotnost: 407 kg
- Vzletová hmotnost: 676 kg
- Pohonná jednotka: 1 × vzduchem chlazený rotační motor 100hp Le Rhone/80hp Gnome

### Výkony
- Maximální rychlost: 120 km/h
- Rychlost stoupání: 8 minut na 1000 metrů

### Výzbroj
- 1 x 7,7mm kulomet Lavrov nebo Maxim